# Noriyoshi Sakai
Noriyoshi Sakai (酒井 宣福?, Sakai Noriyoshi; Sanjō, 9 novembre 1992) è un calciatore giapponese, attaccante del Sagan Tosu.

## Biografia
Ha due fratelli che sono entrambi dei calciatori: Gōtoku e Goson.

## Carriera
Con l'Albirex Niigata ha disputato 25 incontri nella massima serie giapponese.

## Palmarès

### Individuale
- Capocannoniere della Coppa J. League: 1

2023: (4 gol, a pari merito con Asahi Uenaka)